# جاومي أمات
جاومي أمات (بالإسبانية: Jaime Amat)‏ هو لاعب هوكي الحقل إسباني، ولد في 1 مارس 1970 في برشلونة في إسبانيا.

## وصلات خارجية
- جاومي أمات على موقع أوليمبيديا (الإنجليزية)
- جاومي أمات على موقع اللجنة الأولمبية الإسبانية (الإسبانية)